# ONGC FC
石油天然ガス公社サッカークラブ (英語: Oil and Natural Gas Corporation Football Club、通称: ONGC FC) はインド・マハーラーシュトラ州のムンバイを本拠地とするサッカークラブである。2013年現在、国内最上位リーグであるIリーグに所属している。クラブのメインスポンサーは石油天然ガス公社であり、企業クラブの形態をとっている。

## 歴史

### 2006年-2010年: Iリーグ2部
2006年、ONGCはIリーグ以前の全国リーグであったナショナル・フットボールリーグ、ドゥランド・カップ、ネルー・カップなどインドのサッカー大会のスポンサーを務めていたが、これらの大会の発展を願って、ONGC FCと呼ばれるサッカークラブを自ら立ち上げた。Iリーグ2部に参加した最初のシーズン、クラブは6位で1回戦のリーグを終えた。最初のシーズンの終了後、クラブは所属選手とのプロ契約を多く結んで給料を上げるとともに、若手選手を多く入団させた。これらの変化はクラブに良い影響を与え、2009年の2部リーグでは1回戦のグループリーグを1位で突破した後、最終的に5位に入った。翌シーズンの2010年の2部リーグにおいて、ONGCは決勝ラウンドを無敗で終え、翌シーズンのIリーグへの昇格を決めた。

### 2010年以降: Iリーグ昇格と復帰
Iリーグへの初昇格を決めた後、ONGCはナイジェリア人のデヴィッド・オパラとの契約やIリーグ2部2010得点王のBadmus Babatundeとの再契約、前サッカーインド代表GKであるRajat Ghosh Dastidarとの契約など積極的な補強を行った。ONGCは2010-11シーズン初のIリーグの試合を2010年12月4日に行った。対戦相手はイースト・ベンガルであり、ソルトレイク・スタジアムで行われたこの試合でONGCは0-1で敗れた。2011年1月9日のヴィヴァ・ケーララ戦でオパラが得点を決め、ONGCはホームで初勝利を挙げた2011年2月12日、ONGCはその試合まで無敗を続けていたイースト・ベンガルとのCooperage Groundでの対戦において、58分にBabatundeが決めたゴールを守りきって1-0で勝利し、大きな話題となった。しかし、ONGCはこのような試合を続けて勝利を重ねることはできず、最終的にクラブはIリーグで最下位の14位となり1年でのIリーグ2部への降格が決定した。
ONGCは2012年のIリーグ2部シーズンに参加、翌年のIリーグ復帰に向けてスタートを切った。1回戦のグループリーグを1位で通過、決勝ラウンドへと進出した。決勝ラウンド12試合はシリグリとシッキム州で行われ、2012年4月17日にONGCはアイゾールFC戦を1-1で引き分けて大会2位を確定させ、翌シーズンのIリーグ昇格を決めた。

## 獲得タイトル
- Iリーグ2部

優勝 (1): 2010
準優勝 (1): 2012

## 過去の成績
| シーズン | ディビジョン | ディビジョン | ディビジョン | ディビジョン | ディビジョン | ディビジョン | ディビジョン | ディビジョン | ディビジョン |
| シーズン | リーグ       | 試合数       | 勝           | 分           | 敗           | 得点         | 失点         | 勝ち点       | 順位         |
| -------- | ------------ | ------------ | ------------ | ------------ | ------------ | ------------ | ------------ | ------------ | ------------ |
| 2008     | IL 2         | 5            | 1            | 3            | 1            | 4            | 4            | 6            | 5位          |
| 2009     | IL 2         | 9            | 5            | 1            | 3            | 8            | 8            | 14           | 5位          |
| 2010     | IL 2         | 13           | 10           | 2            | 1            | 30           | 7            | 32           | 1位          |
| 2010–11  | IL           | 26           | 5            | 9            | 12           | 25           | 40           | 24           | 14位         |
| 2012     | IL 2         | 12           | 6            | 4            | 2            | 20           | 9            | 22           | 2位          |
| 2012–13  | IL           | 26           | 7            | 10           | 9            | 30           | 40           | 31           | 9位          |

## 歴代所属選手
- 遊佐克美 2011-2013